# كماتشال بالا محلة (كيسم)
کماتشال بالا محلة (بالفارسية: کماچال بالامحله) هي قرية تقع في إيران في غيلان. يقدر عدد سكانها بـ 537 نسمة بحسب إحصاء 2016.